# Wiktor Chrapunow
Wiktor Wjatscheslawowitsch Chrapunow (russisch Виктор Вячеславович Храпунов; * 24. November 1948 in Predgornoje) ist ein kasachischer Politiker.
Von 1995 bis 1997 war Chrapunow Energieminister Kasachstans. Danach war er bis 2004 Bürgermeister der ehemaligen Hauptstadt Almaty. Während dieser Zeit kamen er und seine Frau unter unklaren Umständen zu einem Vermögen, weswegen er wegen Veruntreuung von 250 Millionen US-Dollar gesucht wird und seit 2007 im Exil in Genf lebt. Das Verfahren ist hängig, vertreten wird er unter anderem von dem Schweizer Anwalt und Nationalrat Christian Lüscher. In diesem Zusammenhang wurde das Einbürgerungsgesuch von 2006 des Sohnes Ilyas Khrapunov vom Staatssekretariat für Migration 2018 abgewiesen und eine Beschwerde dagegen 2020 vom Bundesverwaltungsgericht abgelehnt.
Das Bundesverwaltungsgericht entschied Ende 2020, dass Wiktor und Leila Chrapunow doch Asyl in der Schweiz erhalten sollten. In der Begründung des Urteils hieß es, die mittlerweile geschiedenen Eheleute hätten kein faires Verfahren in Kasachstan zu erwarten.